# تكوين تجمع مختار

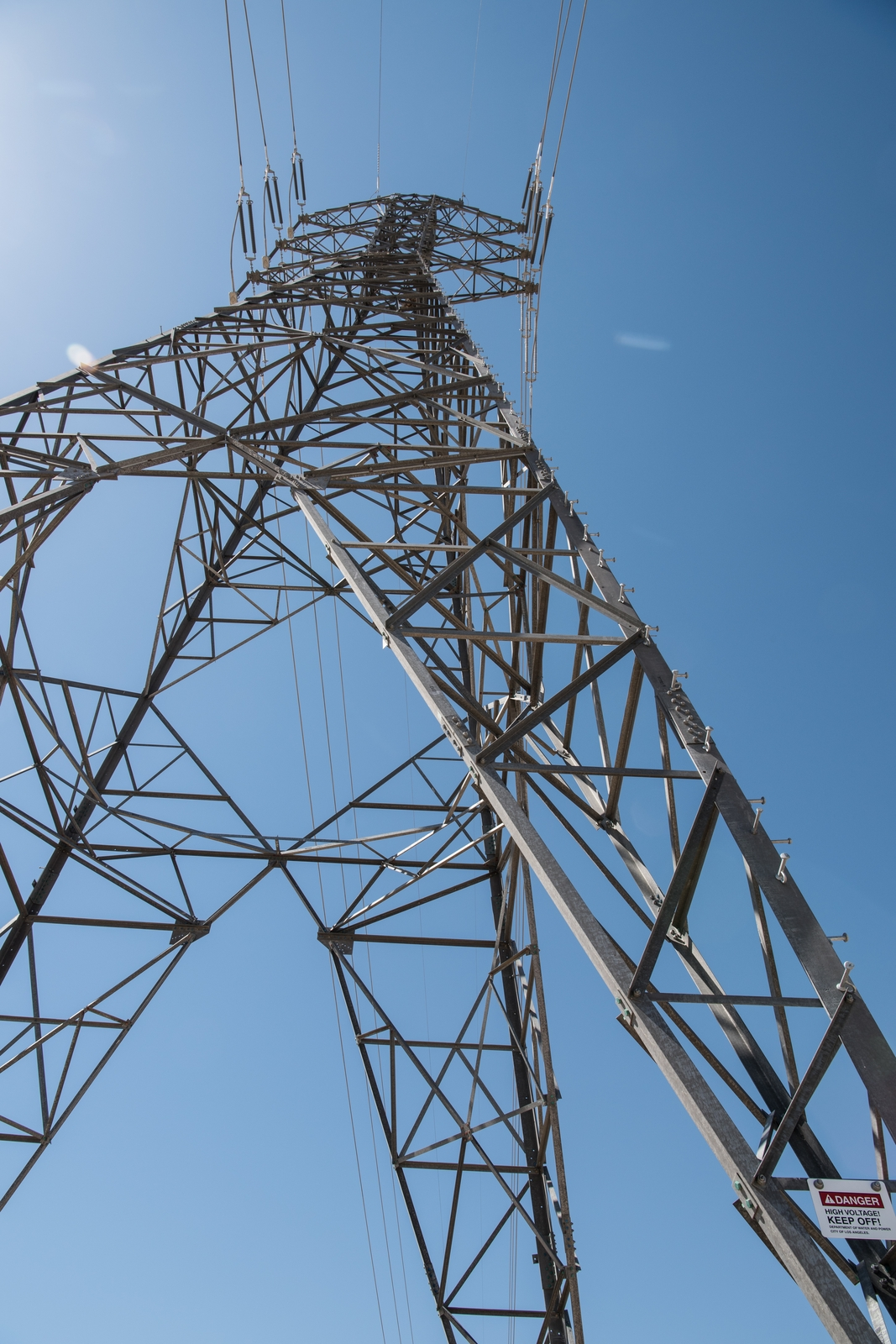

تكوين التجمع المختار (بالإنجليزية: Community Choice Aggregation)‏، نموذج جديد لإدارة الطاقة تم تطويره في ولاية كاليفورنيا وعدد من الولايات الأخرى في الولايات المتحدة. يسمح هذا التكوين لأية مدينة، مقاطعة، أو نظام سلطة مشتركة بتجميع الأحمال الكهربائية من المقيمين ومؤسسات الأعمال، والمرافق البلدية لشراء الكهرباء. وهي وكالات عامة محلية لا تستهدف الربح تضطلع بدور صنع القرار بشأن مصادر الطاقة اللازمة لتوليد الكهرباء. بند «الخروج» يسمح لمن أراد بعدم المشاركة في تكوين التجمع ومواصلة العمل للحصول على إمدادات الكهرباء بطريقته الخاصة. تخدم ما يقرب من 5٪ من الأميركيين في أكثر من 1300 بلدية اعتبارا من عام 2014.
القانون 117 الصادر عن جمعية ولاية كاليفورنيا في خريف 2002 أعطى للمدن والمقاطعات خيار مواصلة تكوين تجمع مختار لتلبية احتياجات الطاقة الكهربائية لسكانها، ومؤسسات الأعمال التجارية والمرافق البلدية.